# Grå krontrane
Grå krontrane (latin: Balearica regulorum) er en tranefugl, der lever på tør savanne i subsaharisk Afrika.